# Ivet Goranova
Ivet Goranova (Bulgaars: Ивет Горанова) (Dolna Mitropolija, 6 maart 2000) is een Bulgaars karateka. 
Goranova won tijdens het olympische debuut van karate tijdens de 2020 de gouden medaille in de gewichtsklasse onder de 55 kilogram in het kumite. 

## Palmares
Individueel
- 2018 WK: -55kg
- 2020 OS: -55kg